# یونیون ویل (میزوری)
یونیون ویل (به انگلیسی: Unionville) یک شهر در ایالات متحده آمریکا است که در شهرستان پاتنم، میزوری واقع شده‌است. یونیون ویل ۵٫۱۸ کیلومتر مربع مساحت و ۱٬۸۶۵ نفر جمعیت دارد و ۳۲۴ متر بالاتر از سطح دریا واقع شده‌است.